# Ељберт Краснићи
Ељберт Краснићи (алб. Elbert Krasniqi; Пећ, 22. септембар 1986) египатски је политичар са Косова и Метохије. Актуелни је министар локалне самоуправе Републике Косово.

## Биографија
Рођен је и одрастао у Пећи, где је завршио основну и средњу школу. Дипломирао је на Правном факултету Универзитета у Приштини и магистрирао дипломатију у Скопљу.
Говори албански, енглески, немачки, италијански и српскохрватски језик. Ожењен је и има двоје деце.